# سنت-فرانسواز (با-سن-لوران)
سَنت-فرانسواز (به فرانسوی: Sainte-Françoise) قصبه‌ای در منطقه شهری له باسک ناحیه با-سن-لوران در استان کبک کانادا است. در سرشماری سال ۲۰۱۱ این قصبه ۴۴۲ نفر جمعیت داشته‌است و مساحت آن ۸۸٫۵۴ کیلومتر مربع است.